# Slezské Rudoltice
Slezské Rudoltice település Csehországban, a Bruntáli járásban. Slezské Rudoltice Město Albrechtice, Rusín, Liptaň, Třemešná és Bohušov településekkel határos. Lakosainak száma 504 fő (2024. január 1.).

## Népesség
A település lakosságának változását az alábbi diagram mutatja:
| Lakosok száma | 1976 | 1936 | 1667 | 555  | 671  | 652  | 547  | 542  | 500  | 504  |
|               | 1869 | 1890 | 1921 | 1950 | 1980 | 2001 | 2017 | 2019 | 2022 | 2024 |